# Dallas Center
Dallas Center és una població dels Estats Units a l'estat d'Iowa. Segons el cens del 2000 tenia 1.595 habitants.

## Demografia
Segons el cens del 2000, Dallas Center tenia 1.595 habitants, 591 habitatges, i 433 famílies. La densitat de població era de 139,3 habitants per km².
Dels 591 habitatges en un 37,2% hi vivien nens de menys de 18 anys, en un 64,8% hi vivien parelles casades, en un 6,8% dones solteres, i en un 26,6% no eren unitats familiars. En el 24% dels habitatges hi vivien persones soles l'11% de les quals corresponia a persones de 65 anys o més que vivien soles. El nombre mitjà de persones vivint en cada habitatge era de 2,58 i el nombre mitjà de persones que vivien en cada família era de 3,07.
Per edats la població es repartia de la següent manera: un 26,1% tenia menys de 18 anys, un 6,4% entre 18 i 24, un 28,9% entre 25 i 44, un 20,8% de 45 a 60 i un 17,7% 65 anys o més.
L'edat mediana era de 39 anys. Per cada 100 dones de 18 o més anys hi havia 89,1 homes.
La renda mediana per habitatge era de 52.883 $ i la renda mediana per família de 56.250 $. Els homes tenien una renda mediana de 34.583 $ mentre que les dones 26.055 $. La renda per capita de la població era de 20.038 $. Entorn del 2,9% de les famílies i el 4,2% de la població estaven per davall del llindar de pobresa.

## Poblacions més properes
El següent diagrama mostra les poblacions més properes.